# Norifumi Takamoto
Norifumi Takamoto (født 31. december 1967) er en tidligere japansk fodboldspiller.
Han har spillet for flere forskellige klubber i sin karriere, herunder Nagoya Grampus Eight og Kyoto Purple Sanga.